# Elecciones parlamentarias de Comoras de 1972
Las elecciones parlamentarias se celebraron en las Comoras el 3 de diciembre de 1972. El resultado fue una victoria para la alianza Agrupación Democrática del Pueblo Comorano - Unión Democrática Comorana, que obtuvo más del 75% de los votos. La participación fue del 81,5%.

## Resultados
|  | 76.24 % |

|  | 12.42 % |

|  | 9.10 % |

|  | 2.24 % |

|  | 99.75 % |

|  | 0.25 % |

|  | 81.45 % |

|  | 18.55 % |